# Tradizionalismo (politica)
Il tradizionalismo, conosciuto principalmente nel mondo anglo-sassone con il nome di conservatorismo tradizionalista (o tradizionalismo conservatore), è una filosofia politica e culturale situata nell'alveo del conservatorismo che, a differenza di quello maggiormente progressista, liberale o rivoluzionario, sottolinea la necessità filosofica, etica e pratica dei principi della tradizione, della legge naturale e dell'ordine morale trascendente, di una visione organica, unitaria e gerarchica della società, della vita rurale, della fedeltà, di una cultura classica ed elevata.

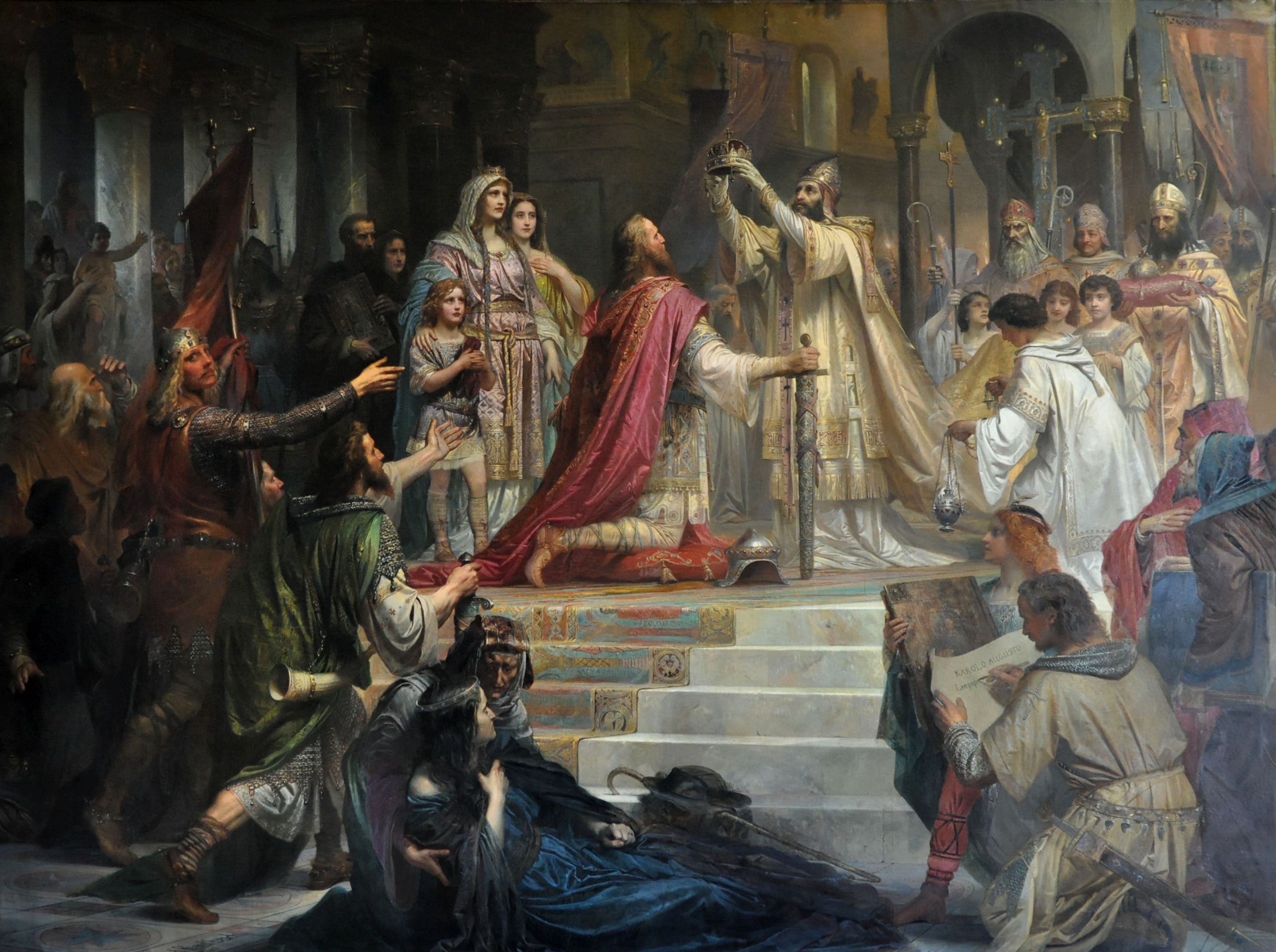
Cerimonia di incoronazione che simboleggia la regolare trasmissione dei poteri provenienti da una tradizione regale o religiosa (dipinto di Friedrich Kaulbach, 1861)

Alcuni tradizionalisti valorizzano la reazione e la controrivoluzione rispetto alla decadenza e alla degenerazione attribuiti all'illuminismo, al mondo moderno e al progresso. Poiché i conservatori tradizionalisti hanno una visione gerarchica della società, spesso, anche se non sempre (si pensi ai tradizionalisti dell'Antica Roma che sostenevano la res publica), difendono una struttura politica di tipo monarchico come l'assetto sociale più naturale e benefico. Non mancano però altri modelli governativi, come la citata repubblica aristocratica d'ispirazione romano-platonica e la democrazia organica, sostenuta dal fascismo. Sebbene non si incarni in un preciso modello politico, il tradizionalismo è esistito dacché è cominciata la civiltà, ma la sua espressione contemporanea si sviluppò nel XVIII secolo, soprattutto in risposta alla guerra civile inglese e alla rivoluzione francese. Spesso è un'idea legata alla destra, ma vi sono anche pensatori culturalmente tradizionali che però non si identificano in quest'area politica.
Negli Stati Uniti d'America il conservatorismo tradizionalista si è organizzato in un'omogenea corrente intellettuale e politica solo dopo la metà del XIX secolo. La coagulazione del conservatorismo tradizionalista statunitense nacque all'interno di un cenacolo di professori universitari che respingevano le nozioni di individualismo, liberalismo, modernità e progresso sociale e rinnovarono l'interesse in ciò che Thomas Stearns Eliot definiva le cose permanenti (quelle verità sempiterne che sopravvivono ai mutamenti temporali e quelle istituzioni sociali fondamentali, come il cristianesimo, la famiglia, la comunità locale o nel caso dei pagani la verità sugli dei). Sovente il conservatorismo tradizionalista negli Stati Uniti confluisce nel paleoconservatorismo.

## Principi fondamentali

### Legge naturale e ordine morale trascendente
La fiducia riposta nella legge naturale e nell'ordine morale trascendente è la base fondante del pensiero tradizionalista. La ragione e la rivelazione divina informano la legge naturale e le verità universali della fede. È attraverso queste verità di fede che l'uomo ordina se stesso e il mondo attorno ad esso. Il tradizionalismo pone come assioma che la religione e il sentimento religioso preceda la civiltà organizzata. Indipendentemente se sia il cristianesimo, l'Islam, l'ebraismo, il buddhismo, l'induismo, lo shintoismo, il neo-paganesimo o lo sciamanesimo. La cultura New age e l'ateismo, sono visti come visioni della vita nichiliste.

### Tradizione e consuetudini
Come implica il nome stesso, i tradizionalisti affermano che la tradizione e le consuetudini guidino l'uomo e la sua visione del mondo. Ogni generazione eredita l'esperienza e la cultura dei suoi antenati e attraverso gli usi e le convenzioni l'uomo è capace di ereditare la cultura dei suoi predecessori e di trasmetterla alla sua progenie. Per parafrasare Edmund Burke, l'individuo è uno sciocco, ma la specie è saggia. 

### Gerarchia e unità organica
I tradizionalisti credono che la società umana sia essenzialmente gerarchica, cioè che coinvolga sempre varie interdipendente disuguaglianze e classi e che le strutture politiche che riconoscono la gerarchia siano le maggiormente giuste e generalmente benefiche. La gerarchia permette la preservazione dell'intera comunità simultaneamente invece che proteggere una sola parte a discapito delle altre. Il comunismo e il liberalismo, sono infatti ritenuti come distruttori della comunità.

### Trono e altare
Oltre a Edmund Burke, espressione di un conservatorismo liberale, un altro principale riferimento dell'ideologia tradizionalista è considerato Joseph de Maistre, la cui concezione basata sul binomio «trono e altare», ossia sul connubio tra istituzioni regali ed ecclesiastiche, è rimasta prevalente solo in ambito cattolico, perdendo col tempo influenza rispetto al primo.

### Ruralismo e ambiente
L'ambiente rurale e i valori della vita di campagna sono stimati come preziosi. I principi del ruralismo sono centrali nella concezione tradizionalista che spesso si richiama al folclore della cultura popolare e del mondo contadino e agreste. Talora l'ambiente viene venerato persino in forme paganeggianti o panteiste. Tali concetti possono fondersi con quello di nazione nel cosiddetto econazionalismo.

### Classicismo e cultura superiore
I tradizionalisti si ritengono difensori della tradizione delle rispettive civiltà, stimando ad esempio un'educazione classica informata in Europa dai testi greci, romani, medioevali. Similmente i tradizionalisti stimano in genere la cultura cosiddetta superiore e le sue manifestazioni. D'altra parte possono diffidare delle sue distorsioni degradate e del modernismo. Un tradizionalista non è per forza oppositore della scienza, ma ritiene che questa debba progredire rispettando la tradizione e non opponendo nuovi principi.

### Patriottismo, localismo e regionalismo
A differenza dei nazionalisti, che enfatizzano il ruolo dello Stato o della nazione come superiore alle comunità locali o regionali, i tradizionalisti mantengono il patriottismo come principio fondamentale. Nel pensiero di Julius Evola la nazione viene declinata secondo i concetti della stirpe mentre l'autorità viene fatta risiedere nella concezione dell'imperialità, dunque è l'impero il modello fondante dello Stato secondo i tradizionalisti evoliani. I conservatori tradizionalisti e localisti affermano che la lealtà verso una località o una regione sia più centrale che la lealtà a un'entità politica più vasta. I tradizionalisti apprezzano il concetto della sussidiarietà e della confidenza con la propria comunità politica.

## Filosofie politiche collegate

### Pensiero politico del carlismo spagnolo

Bandiera tradizionale carlista recante la croce di Borgogna

Il carlismo è un movimento politico spagnolo tradizionalista originatosi da una disputa dinastica, ma caratterizzatosi per una visione del mondo spiccatamente conservatrice e attenta alla tradizione in contrasto con le forze anti-tradizionali, liberali, massoniche e progressiste della società spagnola che appoggiarono la regina Isabella II. Svolse un ruolo determinante nella politica spagnola dal 1833 al 1939, permanendo comunque fino alla conclusione nel 1977 del regime franchista. Nel XIX secolo diede vita a numerose guerre carliste; i carlisti parteciparono anche alla guerra civile spagnola, dalla parte dei nazionalisti di Franco.
Come corrente politica tradizionalista, il carlismo ha avuto un ruolo rilevante nella dialettica politica spagnola sino al 1939, rappresentando la destra politica attenta al regionalismo e all'identità locale.
Dal 1939 la Comunión Tradicionalista svolge un ruolo di secondo piano come movimento politico. Esistono molti circoli culturali che raccolgono l'eredità dottrinale del carlismo e alcuni movimenti politici non unificati che si dichiarano continuatori della Comunión Tradicionalista.
Il pensiero politico carlista, sintetizzato nel motto «Dio, Patria, Governo locale e Re» (i privilegi locali di antica istituzione), è stato teorizzato organicamente da diversi autori, come Antonio Aparisi Guijarro e Enrique Gil Robles, fino a Francisco Elías de Tejada (1917–1978) e al vivente Rafael Gambra Ciudad.

#### Dio e patria
Dio è al centro dell'attività umana nel mondo, ma soprattutto in Spagna, perciò la Spagna o è cattolica o non esiste come entità statale organizzata perché la patria spagnola comporta l'unità nella fede cattolica come sua stessa caratteristica fondamentale. Da questa fede derivano le esigenze di subordinare la politica alla maggior gloria di Dio, di dichiarare la religione cattolica religione di Stato e di ispirare la legislazione e le istituzioni alla dottrina sociale della Chiesa.

#### Governo locale
Il termine fueros, dal latino forum, passa a significare il complesso di privilegi riconosciuti dallo Stato a una città o a una categoria per giungere finalmente a indicare l'insieme di norme specifiche con le quali si reggono le popolazioni spagnole. Secondo i pensatori carlisti il richiamo al governo locale comporta il riconoscimento dell'uomo come essere concreto inserito in una data comunità, locale o lavorativa che sia. La libertà intesa dai carlisti si contrappone in quanto libertà particolare e di per sé riferibile a una data situazione alla libertà giacobina, che è un concetto puramente astratto.

#### Re
Il pensiero politico carlista non pone l'accento né sulla persona del re, né sulla dinastia, ma sull'istituzione della Corona, situata al vertice della piramide delle istituzioni politiche. La Corona spagnola per essere una vera monarchia e non una tirannide, deve assoggettare la politica generale ai princìpi della morale cattolica, caratterizzata dal cumulo dei diritti storici sempre perfettamente identificabili e non astrattamente definita, limitata dalla tradizione, dalle autonomie locali e soprattutto dalla coscienza cattolica del re.
Inoltre il re deve assumere la responsabilità ultima del governo, che esercita personalmente e il re stesso risponde degli eventuali abusi commessi. Le successive responsabilità rimandano al concezione della Spagna come unione di più domini uniti solo nella persona del re, all'interno di ciascuno dei quali il re ha compiti, poteri e prerogative differenti.

### Dottrina politica di Julius Evola

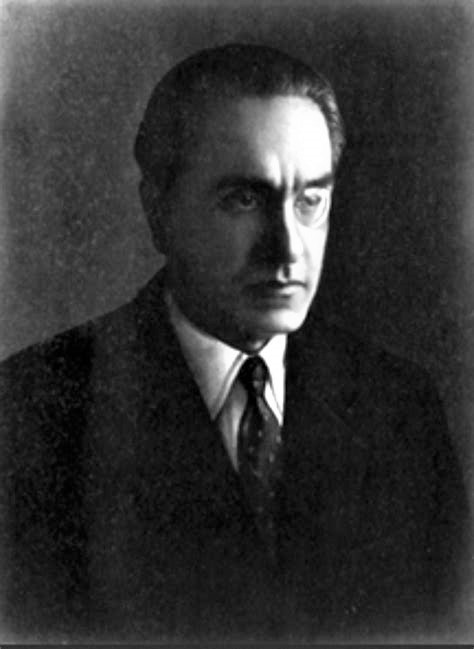
Julius Evola in una fotografia dei primi anni 1940

In Julius Evola il tradizionalismo deriva dalla concezione esoterica di una sapienza primordiale che preesiste alla storia, e che avrebbe illuminato le civiltà del passato con una consapevolezza più ampia circa le origini divine del mondo e dell'esistenza umana, alla quale egli contrappone le tenebre del disordine materialistico attualmente vigente. La naturale decadenza delle società odierne è direttamente proporzionale all'aumento del progresso tecnico. Tale processo di decadenza ha inizio con la perdita dell'unico polo che in passato racchiude sia l'autorità spirituale sia quella temporale e prosegue con la spinta propulsiva dei valori illuministi espressi con la rivoluzione francese, con cui si arriva così alla società odierna dove il contatto diretto e vivido con il divino sia in sé che nel mondo circostante è stato occultato.
In particolare Evola rifiuta in blocco il concetto di egualitarismo in favore di una visione differenziatrice della natura umana, come viene tramandato da tutti i testi sacri in tutte le civiltà del pianeta. Ne consegue un netto rifiuto per le degenerazioni oclocratiche e parimenti per ogni forma di totalitarismo, anch'esso ritenuto uno strumento massificatore che si basa non su un'autorità spirituale, bensì su un'autorità esclusivamente di tipo temporale e su altri tipi di tirannia mascherata.
Conseguenza dell'approccio evoliano è che le differenze naturali tra gli esseri umani si rispecchiano anche nelle razze, ma difese sempre le sue teorie da imbarbarimenti di stampo biologistico e dalla strumentalizzazione di alcuni suoi studi che andrebbero letti con dovizia prima di incanalare la memoria dell'autore in infauste degradanti situazioni di volgare delirio razzista. Evola e gli autori evoliani rifiutano una visione del mondo biologicamente razzista, affermando la sua teoria del cosiddetto razzismo spirituale. La razza interiore di cui parla Evola è definita come un patrimonio di tendenze e attitudini che a seconda delle influenze ambientali giungono o meno a manifestarsi compiutamente.

### Tradizionalismo e paleoconservatorismo

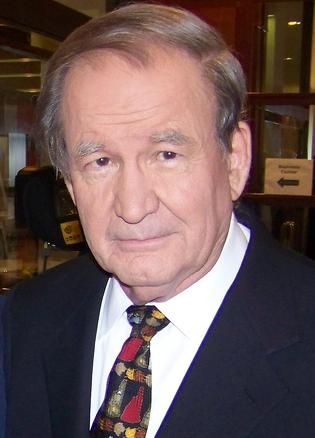
Pat Buchanan, esponente tra i più noti paleoconservatori

C'è qualche confusione a proposito dei conservatori tradizionalisti statunitensi e i paleoconservatori della medesima nazione. Sebbene vi sia qualche sovrapposizione e coincidenza a proposito dei principi di base e anche a proposito di alcune ricette politiche proposte, il tradizionalismo politico differisce dal paleoconservatorismo nell'enfasi che i tradizionalisti pongono a proposito della cultura mentre i paeloconservatori sottolineano l'azione politica reazionaria.
Il paleoconservatorismo è influenzato dalla corrente statunitense della vecchia destra e dalle politiche anti-immigratorie. Il paleoconservatorismo è anche generalmente inteso come maggiormente ideologico e militante nel suo approccio con le altre filosofie politiche conservatrici, compreso e in particolar modo il neoconservatorismo.
È stato ipotizzato che il paleoconservatorismo possa essere l'espressione politica concreta del tradizionalismo, specialmente a proposito del giornalista Pat Buchanan, che esprime idee tradizionaliste e sostiene le cause del conservatorismo tradizionalista come il rinnovamento culturale e la difesa della civiltà euro-atlantica. Esso si caratterizza per la sua opposizione all'imperialismo in sostegno all'elemento isolazionista e localista, che conduce all'opposizione nei confronti del Governo centrale in favore del principio della sussidiarietà.
La nascita del conservatorismo tradizionalista politico è comunque precedente a quella del paleoconservatorismo, che nacque proprio in ambienti accademici tradizionalisti. Anche se molti paleoconservatori sono conservatori tradizionalisti, non tutti i conservatori tradizionalisti sono paleoconservatori.

## Testi sul tema del tradizionalismo
- Edmund Burke, Riflessioni sulla Rivoluzione in Francia (1790)
- Joseph De Maistre, Le serate di Pietroburgo (1821)
- Augustin Cochin, Lo Spirito del Giacobinismo (1909)
- Oswald Spengler, Il tramonto dell'Occidente (1918)
- René Guénon, La Crisi del Mondo Moderno (1927)
- Julius Evola, Rivolta contro il mondo moderno (1934)
- René Guénon, Il Regno della Quantità ed i Segni dei tempi (1945)
- Gustave Thibon, Ritorno al Reale (1945)
- Attilio Mordini, Il tempio del cristianesimo (1969)
- Elémire Zolla, Che cos'è la Tradizione (1971)
- Massimo Fini, La Ragione aveva Torto? (1985)
- Pino Tosca, Il Cammino della Tradizione (1990)
- Miguel Ayuso, Qué es el carlismo: una introducción al tradicionalismo hispánico (2005)
- Giangualberto Pepi, Memorie e pensieri di un lupo azzurro (2011)
- Juan Manuel de Prada, Dinero, demogresca y otros podemonios (2015)
- Diego Benedetto Panetta, Il pensiero controrivoluzionario (2020)
- Juan Manuel de Prada, Una enmienda a la totalidad: el pensamiento tradicional frente a las ideologías modernas. (2021)
- Giovanni Balducci, Sotto la cupola del vero. Breviario della Tradizione (2023)